# 鈴木茂 (経済学者)
鈴木 茂（すずき しげる、1949年3月4日 - ）は、日本の経済学者、松山大学経済学部教授。専門は、財政学、地方財政論、地域経済学。経済学博士（京都大学）。

## 概要
財政学・地方財政を専門としているが、そのほか先端産業育成政策、愛媛県東予地方の製紙産業とタオル製造業との比較研究、愛媛県新居浜市の産業構造の研究を進めた。近年では、観光についても愛媛県内子町のフィールドワーク等により調査研究し、論文に発表している。2006年12月まで松山大学総合研究所所長所長として、同学と中国の大学との大学ベースでの交流も担当した。
学外の委員等として、愛媛県の「愛媛県市町合併推進審議会」委員等。

## 略歴
- 1949年 愛媛県四国中央市に生まれる
- 1971年 香川大学経済学部卒業。
- 1976年 京都大学大学院経済学研究科博士課程修了。
- 1977年 鹿児島経済大学（現鹿児島国際大学）経済学部講師。
- 1981年 鹿児島経済大学（現鹿児島国際大学）経済学部助教授。
- 198?年 熊本商科大学（現熊本学園大学）経済学部助教授、同教授歴任
- 1988年 松山商科大学（現松山大学）経済学部教授就任
- 2004年 松山大学総合研究所所長に就任（～2006年）
- 2009年 松山大学経済学部長に就任（任期2年）。

## 著作
- 『日本のエネルギー開発政策』（ミネルヴァ書房、1985年）
- 『産業文化都市の創造』（大明堂、1998年）
- 『ハイテク型開発政策の研究』（ミネルヴァ現代経済学叢書42、ミネルヴァ書房、2001年）

編著
- 『リゾートの総合的研究』（晃洋書房、1991年）
- 『構造転換期の地域経済』（松山大学総合研究所、1993年）
- 『大型プロジェクトの評価と課題』（晃洋書房、1997年）
- 『中小企業とアジア』（昭和堂、1999年）
- （編集代表）『東アジアの経済発展とグローバル経営戦略』（晃洋書房、2006年）

共著
- 『先端産業と地域経済』（ミネルヴァ書房、1989年）
- 『検証・日本のテクノポリス』（日本評論社、1995年）

論文
- 『愛媛県の工業と地域経済の特徴 - 地域経済の「内発的発展」の可能性』（『松山大学論集』第7巻第2号、1995年6月所収）

など